# كارزوزو (نيومكسيكو)
كارزوزو (بالإنجليزية: Carrizozo, New Mexico)‏ هي بلدة أمريكية تقع في الولايات المتحدة في مقاطعة لينكون، نيومكسيكو. يقدر عدد سكانها بـ 996 نسمة ومساحتها 7.0 كم2 وترتفع عن سطح البحر 1,657 متر.

## التركيبة السكانية
حدّد مكتب تعداد الولايات المتحدة بيانات التركيبة السكانية لكارزوزو في تعداد الولايات المتحدة. في ما يلي، التركيبة السكانية حسب تعدادي 2000 و2010.

### تعداد عام 2000
بلغ عدد سكان كارزوزو 1,036 نسمة بحسب تعداد عام 2000، وبلغ عدد الأسر 435 أسرة وعدد العائلات 265 عائلة مقيمة في البلدة. في حين سجلت الكثافة السكانية 47.8 نسمة لكل كيلومتر مربع (123.8/ميل2). وبلغ عدد الوحدات السكنية 514 وحدة بمتوسط كثافة قدره 23.7 لكل كيلومتر مربع (61.4/ميل2).
وتوزع التركيب العرقي للبلدة بنسبة 74.81% من البيض و0.68% من الأمريكيين الأفارقة و1.83% من الأمريكيين الأصليين و0.10% من سكان جزر المحيط الهادئ و19.21% من الأعراق الأخرى و3.38% من عرقين مختلطين أو أكثر و53.47% من الهسبانيون أو اللاتينيون من أي عرق.
بلغ عدد الأسر 435 أسرة كانت نسبة 27.8% منها لديها أطفال تحت سن الثامنة عشر تعيش معهم، وبلغت نسبة الأزواج القاطنين مع بعضهم البعض 45.3% من أصل المجموع الكلي للأسر، ونسبة 12.4% من الأسر كان لديها معيلات من الإناث دون وجود شريك،  بينما كانت نسبة 3.2% من الأسر لديها معيلون من الذكور دون وجود شريكة وكانت نسبة 39.1% من غير العائلات. تألفت نسبة 35.6% من أصل جميع الأسر من عدة أفراد يعيشون في نفس المنزل ونسبة 18.9% كانت تتألف من شخص يعيش بمفرده يبلغ من العمر 65 عاماً أو أكثر. وبلغ متوسط حجم الأسرة المعيشية 2.18، أما متوسط حجم العائلات فبلغ 2.79.
بلغ العمر الوسطي للسكان 43.9 عاماً. وكانت نسبة 20.9% من القاطنين تحت سن الثامنة عشر، وكانت نسبة 3.8% بين الثامنة عشر والرابعة والعشرين عاماً، ونسبة 21% كانت واقعةً في الفئة العمرية ما بين الخامسة والعشرين والرابعة والأربعين عاماً، ونسبة 25.9% كانت ما بين الخامسة والأربعين والرابعة والستين، ونسبة 20.1% كانت ضمن فئة الخامسة والستين عاماً فما فوق. يوجد لكل 100 أنثى 95.5 ذكر، ويوجد لكل 100 أنثى في الثامنة عشر من عمرها فما فوق 88.4 ذكر.
بلغ متوسط دخل الأسرة في البلدة 22,647 دولارًا، أما متوسط دخل العائلة فبلغ 29,625 دولارًا. وكان متوسط دخل الذكور 24,583 دولارًا مقابل 17,708 دولارًا للإناث. وسجل دخل الفرد الخاص بالبلدة 12,243 دولارًا. وكانت نسبة 21% من العائلات ونسبة 26.8% من السكان تحت خط الفقر، وكان من هؤلاء نسبة 40.9% تحت سن الثامنة عشر ونسبة 25% في الخامسة والستين من العمر وما فوق.

### تعداد عام 2010
بلغ عدد سكان كارزوزو 996 نسمة بحسب تعداد عام 2010، وبلغ عدد الأسر 430 أسرة وعدد العائلات 237 عائلة مقيمة في البلدة. في حين سجلت الكثافة السكانية 46 نسمة لكل كيلومتر مربع (119.1/ميل2). وبلغ عدد الوحدات السكنية 558 وحدة بمتوسط كثافة قدره 25.8 لكل كيلومتر مربع (66.8/ميل2).
وتوزع التركيب العرقي للبلدة بنسبة 78.71% من البيض و0.70% من الأمريكيين الأفارقة و2.61% من الأمريكيين الأصليين و14.16% من الأعراق الأخرى و3.82% من عرقين مختلطين أو أكثر و43.57% من الهسبانيون أو اللاتينيون من أي عرق.
بلغ عدد الأسر 430 أسرة كانت نسبة 20.5% منها لديها أطفال تحت سن الثامنة عشر تعيش معهم، وبلغت نسبة الأزواج القاطنين مع بعضهم البعض 37.7% من أصل المجموع الكلي للأسر، ونسبة 11.6% من الأسر كان لديها معيلات من الإناث دون وجود شريك،  بينما كانت نسبة 5.8% من الأسر لديها معيلون من الذكور دون وجود شريكة وكانت نسبة 44.9% من غير العائلات. تألفت نسبة 41.2% من أصل جميع الأسر من عدة أفراد يعيشون في نفس المنزل ونسبة 17.4% كانت تتألف من شخص يعيش بمفرده يبلغ من العمر 65 عاماً أو أكثر. وبلغ متوسط حجم الأسرة المعيشية 2.05، أما متوسط حجم العائلات فبلغ 2.74.
بلغ العمر الوسطي للسكان 49.3 عاماً. وكانت نسبة 16% من القاطنين تحت سن الثامنة عشر، وكانت نسبة 7.8% بين الثامنة عشر والرابعة والعشرين عاماً، ونسبة 19.4% كانت واقعةً في الفئة العمرية ما بين الخامسة والعشرين والرابعة والأربعين عاماً، ونسبة 32.3% كانت ما بين الخامسة والأربعين والرابعة والستين، ونسبة 24.5% كانت ضمن فئة الخامسة والستين عاماً فما فوق. وتوزع التركيب الجنسي للسكان بنسبة 54.7% ذكور و45.3% إناث.